# Andreas Reuter (Orgelbauer)
Andreas Peter Wilhard Reuter, auch Andreas Peter Wilhad Reuter (* 22. Oktober 1798 in Havetoft; † 19. Mai 1847 in Aabenraa) war ein deutscher Orgelbauer, der zeit seines Lebens mit Jürgen Marcussen zusammenarbeitete. Aus der gemeinsamen Werkstatt gingen 38 Orgeln hervor.

## Leben und Werk
Reuter war Sohn eines Pfarrers aus Havetoft. Er trat im Jahr 1816 als Lehrling in die 1806 gegründete Werkstatt von Jürgen Marcussen ein. Es entstand eine fruchtbare Zusammenarbeit zwischen beiden Orgelbauern, die erst mit dem Tod Reuters endete. Reuter entwickelte Stärken vor allem im Bereich der Theorie, Marcussen war der große Praktiker. Ab 1825 war Reuter Kompagnon von Marcussen und das Unternehmen firmierte unter dem Namen „Marcussen & Reuter“. Als das Unternehmen florierte, erfolgte im Jahr 1830 ein Umzug nach Aabenraa. Auf Antrag Reuters wurde der Firma 1836 der Titel „Hoforgelbauer des königlichen Hofes“ von Dänemark verliehen. Reuters Nachfolger wurde Jürgen Andreas Marcussen. Die Firma benannte sich in Marcussen & Søn um.
Reuters Söhne waren der Geometer Conrad Reuter und der Schiffbauer Rudolf Reuter, sein Enkel der Industrielle Wolfgang Reuter.

## Werk
Als Opus 1 entstand ab 1819/1820 eine Orgel für Sieseby, die 1984 in die Marienkirche Hadersleben umgesetzt wurde und dort erhalten ist. Große Aufträge in Dänemark folgten: Für Schloss Christiansborg schufen die beiden Orgelbauer eine dreimanualige Orgel mit 38 Registern. Im Jahr 1833 wurde die Orgel im Dom zu Roskilde von Marcussen & Reuter eingreifend umgebaut. Statt des Brustwerks wurde ein schwellbares Oberwerk, neue Trakturen und eine neue Windanlage eingebaut, die Tonhöhe verändert und das Pedalwerk hinter das Hauptwerk aufgestellt. Weitere wichtige Arbeiten waren die Orgelneubauten in Schloss Kronborg, Schloss Fredensborg, für die Hejls Kirke mit Prospekten im Stil des Klassizismus. Für Schleswig und Holstein bauten „Marcussen & Reuter“ große Instrumente für den Schleswiger Dom (1839, unter Einbeziehung alten Pfeifenmaterials und des Gehäuses) und für die Kieler Nikolaikirche (1842). Insgesamt entstanden in der gemeinsamen Werkstatt 38 Orgeln.
Reuter erfand unter anderem den Stimmschlitz, der eine leichtere Umstimmung einer offenen Orgelpfeife ermöglichte.